# 浦科特
浦科特 （页面存档备份，存于）（Plextor （页面存档备份，存于））現隸屬光寶科技之數位儲存設備台灣品牌，主要以生產製造固態硬碟為主。
Plextor品牌原隸屬於日本「Shinano Kenshi （页面存档备份，存于）」集團，2010年Shinano Kenshi集團將此品牌授權給台灣的「飛利浦建興數位科技股份有限公司」（PLDS）。
2014年飛利浦建興之母公司建興電子被光寶科技合併，飛利浦建興持有之Plextor品牌因而轉為光寶科技所有，原Shinano Kenshi集團時期之產品無提供任何支援服務。

## 業務內容
1989年，浦科特 （页面存档备份，存于）（Plextor （页面存档备份，存于））領先推出全球第一台CD-ROM光碟機，歷年來多項產品屢獲大獎肯定，為市場樹立品質及效能標準。浦科特持續推出業界領導創新世代產品，包括Blu-ray藍光光碟機、固態硬碟、數位影像轉換設備及多媒體裝置。
CD-ROM 光碟機
- 1989年，推出全球首款CD-ROM光碟機。
- 1992年，2倍速CD-ROM光碟機正式上市。
- 1994年，推出業界第一台內接4倍速CD-ROM光碟機。
- 1995年，推出業界第一台內接6倍速CD-ROM光碟機。
- 1996年，推出業界第一台內接12倍速CD-ROM光碟機。
- 1997年，因應市場擴大推出ATAPI界面的拖盤式32倍速CD-ROM光碟機。

CD-R 燒錄機
- 1997年，推出4倍速燒錄機PX-R412C。
- 1998年，推出業界第一台內接8倍速CD-R燒錄機。

其後浦科特 （页面存档备份，存于）投入燒錄機寫入速度的倍速競爭，始終走在全球前端。當時的CD-R燒錄機常因 buffer underrun (underflow) 寫入錯誤而失敗，耗費許多昂貴的CD-R光碟片。而PLEXTOR早在2000年起，即採用防止寫入錯誤的革新技術。

## 品牌歷史

### 日本母公司
｢浦科特｣品牌原由日本同名的｢プレクスター株式会社｣　(Plextor Inc.) 經營。Plextor Inc.的母公司「シナノケンシ株式会社」是一家距今已有百年历史的企业。其前身「信濃絹絲紡績株式会社」成立于1918年，创始人金元大吉出生于长野县上田市的一个木匠之家。当时不断有外国商船来日本，给日本带来了海外的新文化和思维方式。许多的日本人开始接受这些外来文化的影响，少年时代的金元大吉就是当时众多深受西方文化影响的日本人之一。
1920年金元大吉在自己的织造工场率先引用了他自己发明的半自动织机，开创了一名挡车工同时照看3~4台机器的历史，极大地提高了生产力，同时在质量方面也得到了改进。这台织机织出的布料质量好、以及织机本身的可靠性为信浓绢丝会社带来的广泛的声誉，并奠定了壮大的基础。
1935年信浓绢丝紡績100%出资，在日本东京都千代田区神田成立了「信浓株式会社」，开始从欧美来料组装当时价值昂贵的撞针式唱机。
1955年，信浓株式会社开发出当时全球体积最小的撞针式黑胶唱机；由此，推动针式黑胶唱机大范围在家用市场得到普及。之后的三十年中，信浓株式会社通过不断创新和扩大产能，成为全球最大的家用黑胶唱机制造商和著名品牌，并开始为欧美品牌提供代工。

### 從｢TEXEL 株式会社｣到｢Plextor Inc.｣
1972年，信濃絹絲紡績收購長野縣｢花岡紡績株式会社｣，將後者的總部移到東京，留在長野的分公司開始生產卡式錄音帶。
1973年，信濃絹絲紡績改名為｢シナノケンシ株式会社｣（漢字：信濃絹絲株式会社）。
1985年，花岡紡績更名為｢TEXEL株式会社｣（テクセル株式会社），並開始以TEXEL品牌產銷。
1986年，TEXEL株式会社設立大阪分公司，並開始向日本国内市场销售名片印刷、IC磁卡胶印机等印刷用机器。
1989年，TEXEL品牌开始销售CD-ROM及CD燒錄機进军国际市场。并在美国加利福尼亚州成立了「TEXEL美国公司」(TEXEL America)。
1990年，TEXEL美国公司搬迁至加利福尼亚州圣克拉拉市。
1993年，在比利时布鲁塞尔成立了「PLEXTOR. S.A.」。
1994年，TEXEL株式会社改名为｢プレクスター株式会社｣（Plextor Inc.），TEXEL美国公司改名为「PLEXTOR美国公司」(Plextor America)，并且在全世界都以「PLEXTOR」品牌經營。在台灣因為由普傑實業代理，所以零售商和消費者慣譯為「普傑」。

### 從日本品牌到台灣品牌
2007年8月30日，｢PLEXTOR株式会社｣與母公司｢信濃絹糸株式会社｣合併後消滅，但保留 PLEXTOR 品牌。
2010年，飛利浦與建興電子合資的台灣公司｢飛利浦建興數位科技股份有限公司 （页面存档备份，存于）｣ (PLDS) 取得PLEXTOR品牌全球通路代理經營權，PLDS從此負責研發、銷售PLEXTOR品牌的產品。同年，PLDS推出了PLEXTOR 品牌的固態硬碟 (SSD)。
2014年6月30日，建興電子與自己的母公司光寶科技合併，建興電子於合併後消滅，PLDS歸為光寶科技的子公司（原本是孫公司）。所以PLEXTOR品牌現由光寶科技旗下的PLDS開發產品並銷售；也因此，PLEXTOR官網下方版權宣告的地方，會看到這行字："Plextor branded products are developed and sold by Lite-On Technology Corporation."。

### 與舊 PLEXTOR 的混淆
2010年 PLEXTOR 品牌｢遷台｣之後，PLEXTOR Inc.仍存在，且至2015年仍有推出新產品；只是新產品不再掛 PLEXTOR 品牌，而是掛PLEX開頭的品牌，例如PLEXLOGGER、PLEXTALK。日本官網 plextor.jp （页面存档备份，存于） 上並說明：｢關於 PLEXTOR SSD，請洽 Philips & Lite-On Digital Solutions Corporation (PLDS) 的網站。｣）
台灣原本代理日本PLEXTOR的普傑實業仍存在，但普傑實業最後一次代理PLEXTOR產品已是2008年7月15日之遙。普傑實業的網站是 plextor.com.tw （页面存档备份，存于），與光寶科技旗下的PLEXTOR品牌網站 (goplextor.com （页面存档备份，存于）) 不同；普傑實業網站的首頁並有說明｢PLEXTORX P-830(DVD) 與 PX-B920(BD) 之後的機種，以及 PLEXTOR 儲存產品的部分｣請洽新的 PLEXTOR 品牌網站。 由於光寶科技官方是以｢浦科特｣在中文世界稱呼Plextor品牌， 所以現在PLEXTOR在台灣並不能譯為｢普傑｣；儘管如此，台灣許多零售商和消費者仍習慣以｢普傑｣來稱呼。

### 與 Lite-On 品牌的混淆
由於 PLEXTOR SSD 之前屬於 建興電子 旗下，現今屬於光寶科技旗下，所以國外網站多有將它標示成 Lite-On IT（｢建興｣的英文公司名）或 Lite-On（｢光寶｣的英文公司名）的 SSD。
光寶本身的品牌 "Lite-On" 也有推出 SSD， 原本Lite-On SSD 主打 OEM 市場，而 PLEXTOR SSD 主打消費市場。2015年初，Lite-On SSD 也邁入消費市場，相較於 PLEXTOR SSD，採更簡單的包裝、更少的配件、較短的保固、更低的價格。但它們的產品命名極為雷同（例如兩個品牌都有 M6S），有時造成消費者的混淆。根據目前的觀察，這兩個品牌同名的 SSD 是相同的規格和用料，因此可能是用同產品雙品牌，試圖同時掌握高低階市場的策略。

## 外部連結
- プレクスター株式会社
- PLEXTOR WorldWide （页面存档备份，存于）
- シナノケンシ株式会社 （页面存档备份，存于）